# Franz Eder (Karikaturist)

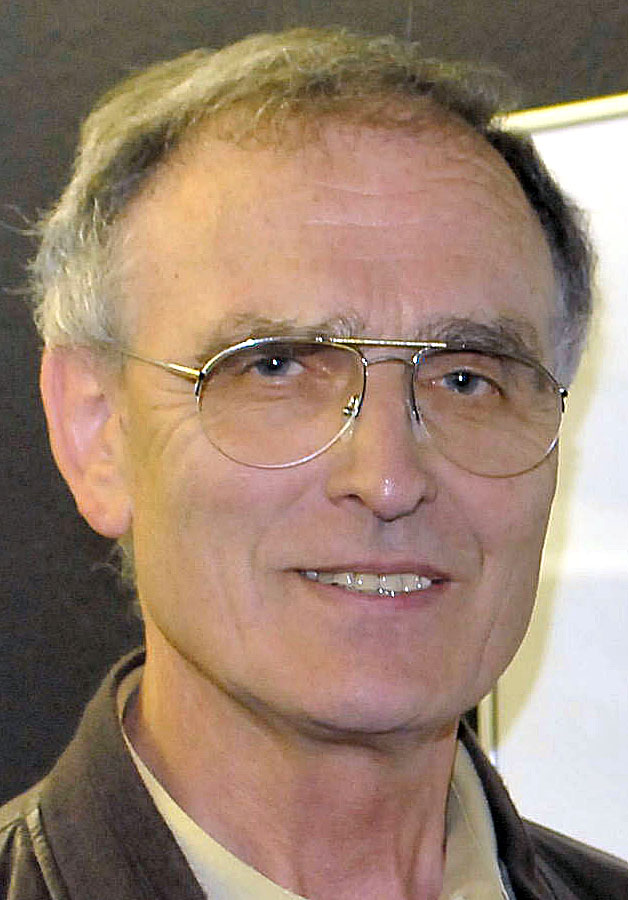
Franz Eder (2007)

Franz Eder (* 20. März 1942 in München) ist ein deutscher Karikaturist, Illustrator und Schnellzeichner.

## Leben
Franz Eder lernte Kartographie und Grafik und verlegte anschließend seinen Wohnsitz für zehn Jahre von München in die Schweiz.
Seine ersten Veröffentlichungen, Cartoons und politische Karikaturen, erschienen in den Basler Nachrichten. Von 1984 bis 2000 war er ständiger Mitarbeiter der Schweizer Satirezeitschrift Nebelspalter. Zeichnungen von Eder erschienen außerdem in Playboy, Penthouse, FOCUS, Medical Tribune und Münchner Zeitungen. Er karikierte in etwa 70 TV-Sendungen sowie als Schnellzeichner auf Messen in Deutschland, Österreich, Italien und der Schweiz; dabei entstanden rund 6000 Schnellporträts.
Von 1980 bis 1984 war er 1. Vorsitzender der Geselligen Vereinigung bildender Künstler Münchens e.V., für Maler, Zeichner und Bildhauer.
1993 gestaltete Franz Eder das Bühnenbild für Wälsungen von Werner Schlierf im Theater links der Isar, in München, und 2005 den Jubiläums-Maßkrug der Ochsenbraterei auf dem Münchner Oktoberfest.

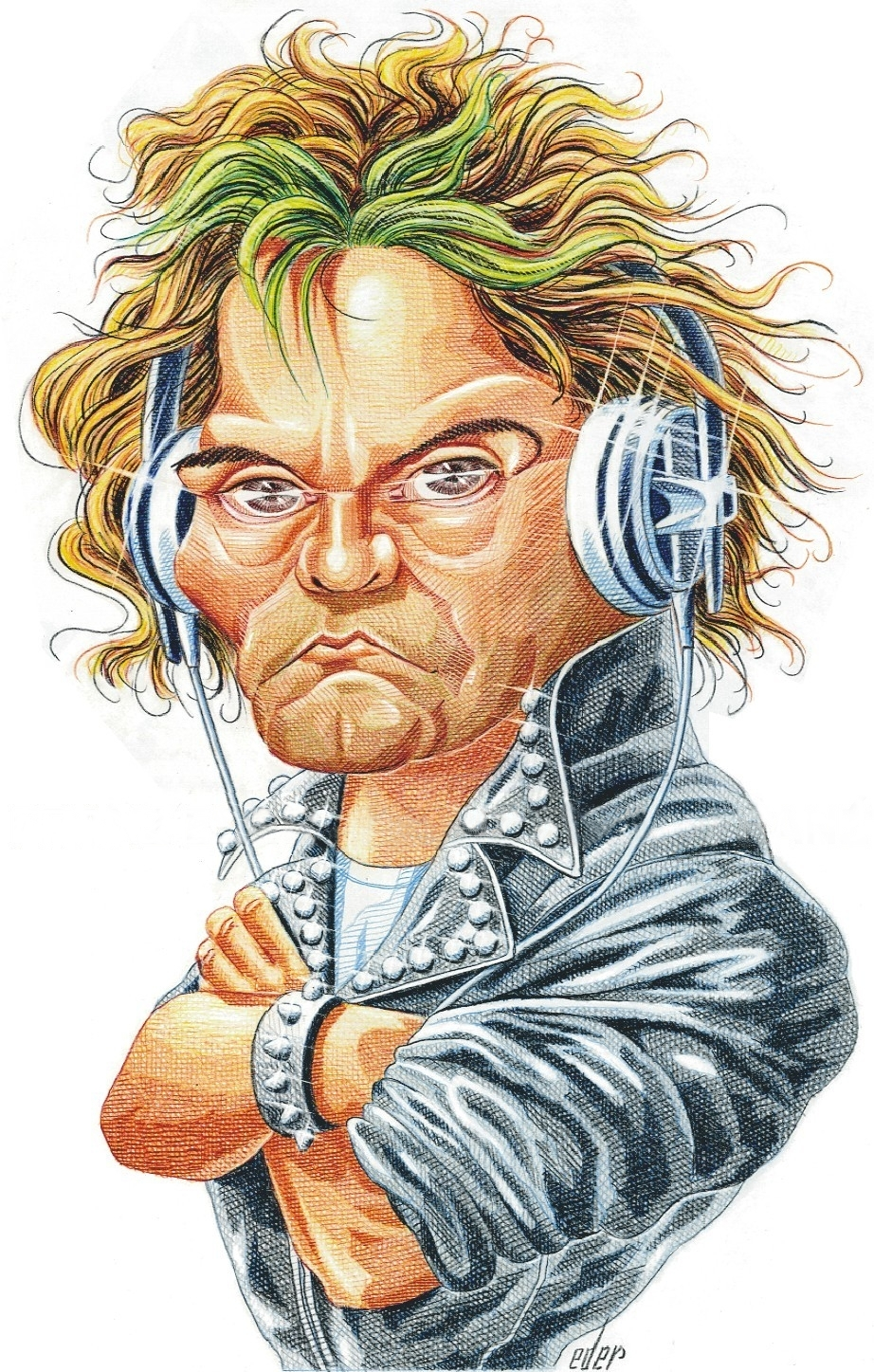
Karikatur von Ludwig van Beethoven (2009)

1997 schenkte Eder 150 Porträts von Münchner Stadträten und Landtagsabgeordneten an das Münchner Stadtmuseum. 2007 erfolgte eine weitere Schenkung von 186 Porträts aus den Münchner Künstlervereinigungen „Schwabinger Katakombe“, „Kaleidoskop“ und Münchner Turmschreiber sowie von Moderatoren  des Bayerischen Rundfunks an das Valentin-Karlstadt-Musäum, München.
2013 wurde er in die Gemeinschaft der Münchner Turmschreiber aufgenommen.

## Ausstellungen
- 1978: Prominenten Portraits, Operettenhaus, Hamburg
- 1996: Wolpertinger und andere Münchner im Valentin-Karlstadt-Musäum, München
- 2000: Musiküsse, Foyer der Philharmonie am Gasteig, München
- 2004: Die Münchner Turmschreiber in der Karikatur, Valentin-Karlstadt-Musäum, München
- 2005: Der Wolpertinger in der Kunst, Deutsches Jagd- und Fischereimuseum. Die  Ausstellung wurde 2005 vom Spirituosen-Hersteller Hieke in Zwiesel erworben und ist seitdem in Zwiesel als Dauerausstellung zu sehen
- 2006: Aus bayerischer Sicht, Olaf-Gulbransson-Museum, Tegernsee
- 2012: Musikküsse, Stadthalle, Germering
- 2014: Ja so samma!, Markus Wasmeier Bauernhof- und Wintersportmuseum, Schliersee

## Bücher (Auswahl)

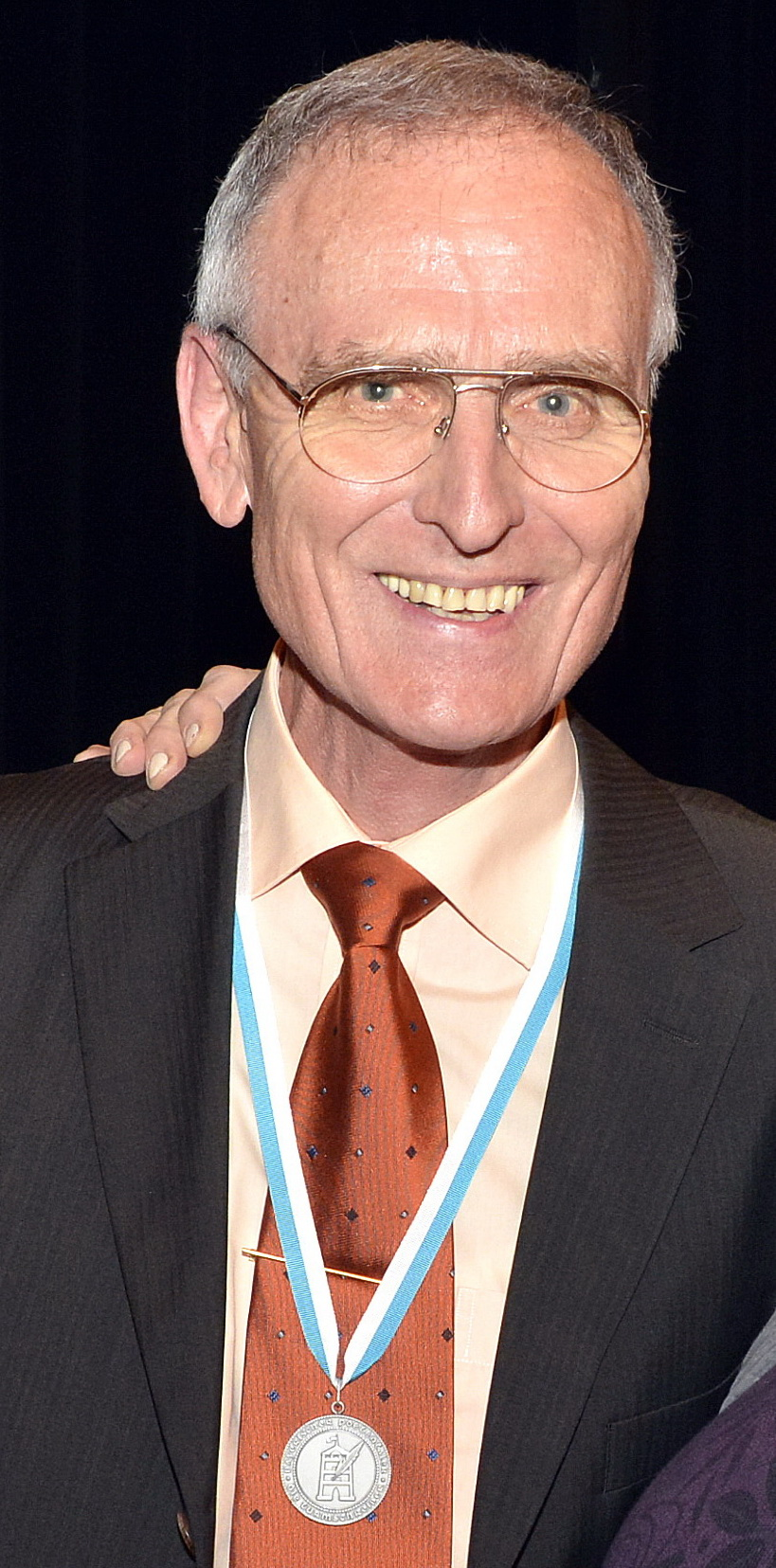
Franz Eder mit dem Bayerischen Poetentaler, 2014

- Sternzeichen – nicht ganz ernst genommen. Nebelspalter Verlag, Rorschach 1991.
- mit Helmut Eckl: Begegnungen – in der Mitte der endgültigen Jahre. Edition Schulz, München 2000, ISBN 3-93214221-7.
- Die Münchner Turmschreiber in der Karikatur. Turmschreiber-Verlag, Pfaffenhofen 2004, ISBN 3-930156-87-3.
- mit Christian Springer: Fonsis boarisches Fuaßboi-Lexikon. Verlag Sankt Michaelsbund, München 2006, ISBN 3-920821-87-4.

mit Alfons Schweiggert:
- Musiküsse. Bayerland Verlag, Dachau 1997.
- Ein Münchner in der Hölle. Buchendorfer Verlag, München 1998, ISBN 3-927984-83-3.
- Die Wolpertinger bitten zu Tisch", Verlag Pfälzer Kunst, Landau-Pfalz 2002, ISBN 3-922580-90-4.
- Dinner for one auf bayerisch. Edition Nautilus, Hamburg 2002, ISBN 3-89401-403-2.
- Peter und der Wolf auf bayerisch. Verlag Sankt Michaelsbund, München 2008, ISBN 978-3-93990525-7.
- Musiküsse. Husum-Verlag, Husum 2010, ISBN 978-389251-249-3.

## Auszeichnungen
- 2010: Bayerischer Poetentaler der Münchner Turmschreiber